# 内線規程
内線規程（ないせんきてい）とは、需要場所における電気設備の保安の確保及び電気の安全に資することを目的とし、一般用電気工作物及び自家用電気工作物（特別高圧に関する部分を除く）の設計、施工、維持、検査の基準として、制定以来、日本において広く利用され、実績ある屋内配線工事等の代表的な民間自主規格であり、電気設備に関する技術基準を定める省令や電気設備技術基準の解釈を補完し、具体的に規定するものである。電力会社が電力供給に当たって、需要施設における電気工事を審査・検査等するための判定基準として用いられるもので、電気法規に準ずるものとして扱われている。

## 概要

### 概歴
- 1924年（大正13年）5月1日 内線規程 初版（東京電燈株式會社）東京電燈出版。電気工作物規程[2]の制定から5年後、当時の電力供給会社が電気工事の社内基準として発行したものが嚆矢とされている。
- 1938年（昭和13年）7月15日 内線規程 改訂12版（東京電燈株式會社）東京電燈出版。
- 1939年（昭和14年）1月19日 電気工作物臨時特例（戦時下資源節約のため電気工作物規程大幅緩和措置）
- 1949年（昭和24年）4月1日 内線規程 改訂13版 関東配電株式会社[3]配電課編集 日本電氣協會出版[4]
- 1949年（昭和24年）5月25日 通商産業省設置、資源庁電力局発足
- 1949年（昭和24年）12月29日 電気工作物規程 大改正（逓信省令第76号、国内経済情勢・技術の進歩等に対応）
- 1951年（昭和26年）5月1日 関東配電株式会社、東京電力株式会社に。
- 1954年（昭和29年）4月1日 電気工作物規程 新規制定（通商産業省令第13号）。
- 1957年（昭和32年）9月1日 内線規程 改訂14版 東京電力株式会社配電課編集 日本電気協会出版。
- 1964年（昭和39年）7月1日 内線規程 改訂15版 同上。
- 1965年（昭和40年）6月15日 電気設備に関する技術基準を定める省令制定（電気工作物規程の大部分を継承）。
- 1968年（昭和43年）11月25日第1版 JEAC 8001-1968。これ以後の編纂等は東京電力株式会社ではなくなり、1996年まで「社団法人日本電気協会 電気技術基準調査委員会」、名称は『電気技術規程 使用設備編 内線規程 JEAC-8001-（制定年）』、日本電気協会出版となった。
- 1969年（昭和44年）11月20日第2版 JEAC 8001-1968
- 1972年（昭和47年）3月20日第3版 JEAC 8001-1972
- 1977年（昭和52年）2月15日第4版 JEAC 8001-1972（改正）
- 1978年（昭和53年）12月30日第5版 JEAC8001-1978
- 1982年（昭和57年）7月15日第6版 JEAC 8001-1982
- 1986年（昭和61年）12月25日第7版 JEAC 8001-1986
- 1990年（平成2年）6月20日第8版 JEAC 8001-1990
- 1996年（平成8年）2月25日第9版 JEAC 8001-1995
- 1997年（平成9年）3月27日 電気設備に関する技術基準を定める省令全面改正。[5]
- 2000年（平成12年）10月20日第10版 JEAC 8001-2000。編纂は社団法人日本電気協会 内線規程専門部会となった。[6]
- 2005年（平成17年）9月25日第11版 JEAC 8001-2005。編纂は社団法人日本電気協会 需要設備専門部会となった。[7]
- 2012年（平成24年）2月20日第12版 JEAC 8001-2011。[8]
- 2013年4月 社団法人日本電気協会から一般社団法人日本電気協会に移行。
- 2015年（平成27年）3月16日第12版 JEAC 8001-2011〔2015年 追補版[9]〕。[10]
- 2016年（平成27年）3月10日第12版 JEAC 8001-2011〔2016年 追補版[11]〕[12]
- 2016年（平成28年）10月28日第13版 JEAC 8001-2016。[13]
- 2022年（令和4年）12月23日第14版 JEAC 8001-2022。

### 内容
内容は本規程（義務的事項）と予備規程（勧告的事項・推奨的事項）に分類されている。
本規程（義務的事項）電気設備の技術基準の解釈に規定されている事項、もしくは施行上保安に関して必要であると判断した事項。本内容を満たしていない場合は電力会社の検査・審査に合格できず、受配電を行うこともできない。
予備規程（勧告的事項・推奨的事項）義務的事項ではないが、遵守を期待されるもの。勧告的事項のほうが、推奨的事項より遵守の期待度合いは高い。

― JEAC8001-2016の目次 ―
1編 総則
1章 定義
2章 適用範囲
3章 保安原則
4章 公害等の防止
2編 構内電線路の施設
1章 電線路の感電火災等の防止
2章 支持物の倒壊による危険の防止
3章 危険な施設の禁止
4章 供給支障の防止
3編 電気使用場所等の施設
1章 低圧配線方法
2章 電灯及び家庭用電気機械器具の施設
章 低圧の電動機、加熱装置及び電力装置の施設
4章 特殊場所の施設
5章 特殊施設
6章 電灯及び家庭用電気機械器具の配線設計
7章 低圧の電動機、加熱装置及び電力装置の配線設計
8章 高圧受電設備・高圧配線及び高圧機械器具
資料

### 入手方法
書籍として一般に販売されているが、別冊の付録が各電力会社毎に異なるためそれぞれ別のISBNがついている。
- ISBN 978-4-88948-371-0（北海道電力）
- ISBN 978-4-88948-372-7（東北電力）
- ISBN 978-4-88948-375-8（北陸電力）
- ISBN 978-4-88948-373-4（東京電力）
- ISBN 978-4-88948-374-1（中部電力）
- ISBN 978-4-88948-376-5（関西電力）
- ISBN 978-4-88948-377-2（中国電力）
- ISBN 978-4-88948-378-9（四国電力）
- ISBN 978-4-88948-379-6（九州電力）
- ISBN 978-4-88948-380-2（沖縄電力）

## 注・出典
1. ↑  内線規程（電気技術規程 使用設備編）JEAC8001-2016、一般社団法人日本電気協会 需要設備専門部会 日本電気技術規格委員会 JESC E0005（2016）
2. ↑  1919年（大正8年）10月13日（逓信省令第85号）電気工事規程を改正・改称
3. ↑  1942年（昭和17年）4月1日 東京電燈株式會社、関東配電株式会社に吸収
4. ↑  1947年（昭和22年）5月 社団法人日本電気協會（大日本電気會を改称）設立
5. ↑  裁量の幅をある程度抑制するため具体例として『電気設備の技術基準の解釈』公表。
6. ↑  2000年第10版では章立ての大変更を伴っており、それ以前の内線規程を引用した文章を読む場合には、収録された新旧対照表が必須である。の主な改定点は次のとおりである。：　耐熱性ポリエチレン絶縁ケーブル（通称EMケーブル）等の採用／接地極付きコンセントの施設
／ケーブル相互の接続器具の追加／防爆関連条文の見直し／太陽光発電に関する規定の追加／直列リアクトルの施設
7. ↑  2005年第11版の主な改定点は以下のとおりである。：　住宅における地絡保護対策に関する改訂（漏電遮断器の施設を義務化・住宅用分電盤設置の際の集中接地回路の推奨・接地極付きコンセントの施設用件等）／雷保護装置の設置に関する規定の追加／屋内等の施設に関する改訂（引掛シーリングローゼット及び照明器具荷重）／規定内容の明確化（例図、〔注〕、〔備考〕追加・見直し）／電気設備の技術基準の解釈の2000年10月以降の改正内容の反映（単相3線式分岐回路の施設・平型保護層配線・1000V以下のネオン放電灯工事・興行場の施設・太陽光発電設備に関する引込口装置への漏電遮断器）
8. ↑  2012年第12版の主な改定点は以下のとおりである。：　電気設備の技術基準の解釈の2005年9月以降の改正内容の反映（ケーブルラックを用いた低圧屋上電線路・耐燃性ポリオレフィンキャブタイヤケーブル等の追加・電気柵・特別低電圧照明回路・石油精製用不純物除去装置・系統連系型小出力太陽光発電設備・系統連系型小出力燃料電池発電設備に関する事項）／用語の追加、変更／電気設備の技術基準の解釈の解説から―解釈条文に取り込まれたもの／条文の箇条書きによる明確化・引用されているJIS規格及びJESC規格を最新のものに見直し／合成樹脂線ぴ工事の廃止／その他技術進歩や現状の実態を踏まえた見直し（電気自動車普通充電回路の施設）／各規定の改定（漏電遮断器など・許容電流関連・過電流遮断機関連・地中電線路関連・コンセント等その他電気機械器具関連・配線設計関連）
9. ↑  第12版 2015年 追補版 (PDF)
10. ↑  2015年追補版の主な改定点は以下のとおりである。：　系統連系型小出力太陽光発電設備の回路の電圧降下に関する事項
11. ↑  第12版 2016年 追補版 (PDF)
12. ↑  2016年追補版の主な改定点は以下のとおりである。：　感震遮断機能付住宅用分電盤及び感震遮断機能付コンセント（埋込型）の規定を追加
13. ↑  2016年第13版の主な改定点は以下のとおりである。：　新技術、新知見を反映（LED照明器具、DE電線、トップランナーモータなどに係る規定追加）／電気事業法改正に伴う改定（電力小売り全面自由化に伴う需要家と電気電気事業者との関係について整理）／その他、令等の正、技術進歩や現状に則した内容を全編に亘って反映。なお電気事業法の改正は2016年（平成28年）6月3日 法律第59号、2017年（平成29年）4月1日施行である。